# Бойхонова, Зулайхо Мамажоновна
Зулайхо́ Мамажо́новна Бойхо́нова (узб. Zulayho Boyxonova; род. 28 апреля 1963, Наманган, Наманганская область, Узбекская ССР, СССР) — узбекская певица, исполнитель песен на узбекском языке, народная артистка Узбекистана (2003).

## Биография
Зулайхо Бойхонова родилась 28 апреля 1963 года в Наманганской области Узбекистана.
В 1980 году окончила среднюю школу и в 1981 году поступила учиться в Ташкентский театрально-художественный институт имени Маннона Уйгура на факультет музыкальной драмы.
В 1986 году, окончив институт, поступила на работу в Узбекский государственный театр музыкальной драмы имени Мукими. В театре сыграла ряд главных ролей в спектаклях.
За большие заслуги в театральном искусстве и творческие успехи в 1996 году ей присвоено звание «Заслуженный артист Республики Узбекистан», а в 2003 году — звание народной артистки Узбекистана.
В 2005 году Зулайхо Бойхонова награждалась Министерством культуры и спорта Республики Узбекистан в номинации «Сахнамиз фариштаси» («Ангел сцены»).
В настоящее время работает певицей в национальном ансамбле «Офарин», возглавляемом её учителем, народным артистом Узбекистана Абдухашимом Исмаиловым.
Фильмография:
- Шайтанат (сериал)